# Arg-é Bam
Arg-é Bam (ارگ بم en persa, Ciudadela de Bam) era la mayor edificación del mundo realizada con barro moldeado, combinando técnicas como el adobe y el tapial. Se encontraba en Bam, una ciudad de la provincia de Kermán, en el sudeste de Irán. Junto con sus alrededores está considerada por la Unesco Patrimonio de la Humanidad. La enorme ciudadela, situada en la ruta de la seda, fue construida con anterioridad al año 500 a. C. y continuó siendo habitada hasta 1850. No se sabe con certeza la razón por la que fue abandonada.
Toda la edificación era una gran fortaleza en cuyo corazón se ubicaba la ciudadela, pero a causa del aspecto espectacular de la ciudadela, que se encuentra en la cúspide, la fortaleza toda recibe el nombre de Ciudadela de Bam.
La ciudad fue abandonada tras la invasión afgana en 1722. Tras ser repoblada, fue abandonada tras el ataque de Shiraz en 1762. Desde entonces, toda la ciudad fue convertida en cuartel militar hasta 1850. La ciudad progresó lentamente como centro agrícola y luego industrial, hasta el catastrófico terremoto de 2003. Hoy en día, se está restaurando lentamente y se está convirtiendo en un punto turístico, atrayendo la afluencia de muchos visitantes que vienen a ver la antigua fortaleza.
Todo la edificación representa en realidad una imponente fortaleza, en cuyo corazón se encuentra la ciudadela, pero gracias a la elegante apariencia de la ciudadela, que era la parte más elevada de la fortificación, toda la fortaleza recibió el nombre de ciudadela Arg-e Bam.
El 26 de diciembre del 2003 la ciudadela fue destruida casi por completo por un terremoto, junto con gran parte de Bam y sus alrededores. Pocos días después del terremoto, el presidente iraní Mohammad Khatami declaró que la ciudadela sería reconstruida.
Esta ciudad se hizo mundialmente famosa al ser la escenografía de la película El desierto de los tártaros filmada en 1976 por Valerio Zurlini y basada en la novela homónima de Dino Buzzati.

## Breve historia
No existe una datación arqueológica precisa de los edificios de la Ciudadela de Bam. Sin embargo, a través de fuentes históricas y textos antiguos, el primer asentamiento humano en la zona puede remontarse a la fortaleza construida por el Aqueménida, alrededor de 579-323 a. C. Algunas de las características de la ciudadela, como su establecimiento en una plataforma que combina una cima natural y una terraza hecha por el hombre, han sido comparadas por los arqueólogos con el modelo aqueménico de Persépolis.
Durante el Dominio Parto, la fortaleza se amplió y se convirtió en Arg-e-Bam, la Ciudadela de Bam. Un estudio comparativo, titulado "Bam y una breve historia del asentamiento y la planificación urbana en Irán", concluyó que el núcleo esencial de la ciudad de Bam y la sección del gobernador se construyeron durante la época parta. Bajo el imperio sasánida, el castillo fue tomado por Aga Muhammad Khan,el fundador de la dinastía Kayar. Se construyeron nuevas fortificaciones y murallas entre el 224 y el 637 d. C..
En el año 645, la región de Kerman fue conquistada por los árabes y Arg-e-Bam probablemente sufrió daños durante la guerra. Uno de los comandantes árabes estableció la mezquita de Al Rasoul, una de las primeras mezquitas construidas en Irán a principios de la era islámica. En el año 656 d. C., los Jariyistas, un grupo de musulmanes derrotados por Alí, escaparon a Kerman y Bam, donde se establecieron en Arg-e-Bam. En el año 869 d. C., Ya'qub-i Laith Saffari, que luchaba contra los abbasíes, derrotó a los Jariyistas y se apoderó de Arg-e-Bam. Se convirtió entonces en su campamento base permanente. El nombre de Bam es mencionado por primera vez por los escritores islámicos en el siglo X. Según estos autores, Bam era entonces un mercado bien establecido y rodeado de una amplia zona agrícola. La ciudad era famosa por sus elegantes y gustosos tejidos de algodón, su supuesta fortaleza inexpugnable, sus concurridos bazares y sus palmeras.
Tras las invasión mongola de Irán, Bam y la región de Kerman fueron entregadas a la dinastía Qarakhataian, que gobernó la región desde 1240 hasta 1363 d. C. Bam gozaba de una ubicación estratégica en la ruta de las especias, que conectaba la región con la Ruta de la Seda. La ciudad era famosa por la cría de gusanos de seda y una floreciente industria de la seda.
Durante la Dominio safávida, de 1502 a 1722, Irán atravesó un periodo de relativa calma y estabilidad. Arg-e-Bam se desarrolló considerablemente, al igual que el resto del país. Durante este periodo se construyó el Palacio de las Cuatro Estaciones. Hacia el final del dominio safávida, Arg-e-Bam fue conquistada por el fundador de la Dinastía Qajar, Agha Mohammad Khan, que utilizó la ciudadela como punto estratégico para rechazar las incursiones de los afganos y los baluchis y la convirtió así en un complejo militar. En 1839, Aga Khan I, Imán de la secta Nizari Ismaili, se sublevó contra Muhammad Sah Kayar y se refugió en Arg-e-Bam, hasta que Príncipe Firooz Mirza, que más tarde sería conocido como Farman Farma (el Gobernante de los Gobernantes), lo arrestó. La creciente presencia militar dentro de las murallas de Arg-e-Bam hizo que la gente se asentara gradualmente fuera de los límites de las murallas. En 1880, Firooz Mirza escribió que en la zona de la ciudadela sólo residía personal militar y sugirió que se demoliera la antigua y abandonada ciudad asentada a los pies de la ciudadela y se convirtiera la zona en un jardín. En 1900 comenzó la construcción de la nueva ciudad de Bam y la gente fue abandonando progresivamente la antigua Bam.
La ciudadela se utilizó como guarnición hasta 1932; sin embargo, desde entonces, la guarnición y la antigua ciudad han sido abandonadas. En 1953, el sitio fue reconocido como un sitio histórico de importancia nacional, y se inició un proceso gradual de conservación y restauración; sin embargo, la mayor parte del trabajo se llevó a cabo a partir de 1973.
Tras la Revolución Islámica, Arg-e-Bam pasó a ser responsabilidad de la Organización del Patrimonio Cultural de Irán (ICHO). En 1993, la ciudadela fue designada como uno de los proyectos más significativos de la Organización del Patrimonio Cultural.

## Dimensiones
Más grande que el cercano castillo Arg-é Rayen, la Ciudadela de Bam abarca un área de aproximadamente 180 000 m², y está rodeada por paredes gigantescas que miden entre 6 a 7 m de altura y poseen una extensión de 1815 m. La ciudadela posee dos de las grandes torres por las cuales Bam es famoso - hay 67 de estas torres distribuidas en la ciudad antigua de Bam

## Diseño y arquitectura de la ciudadela

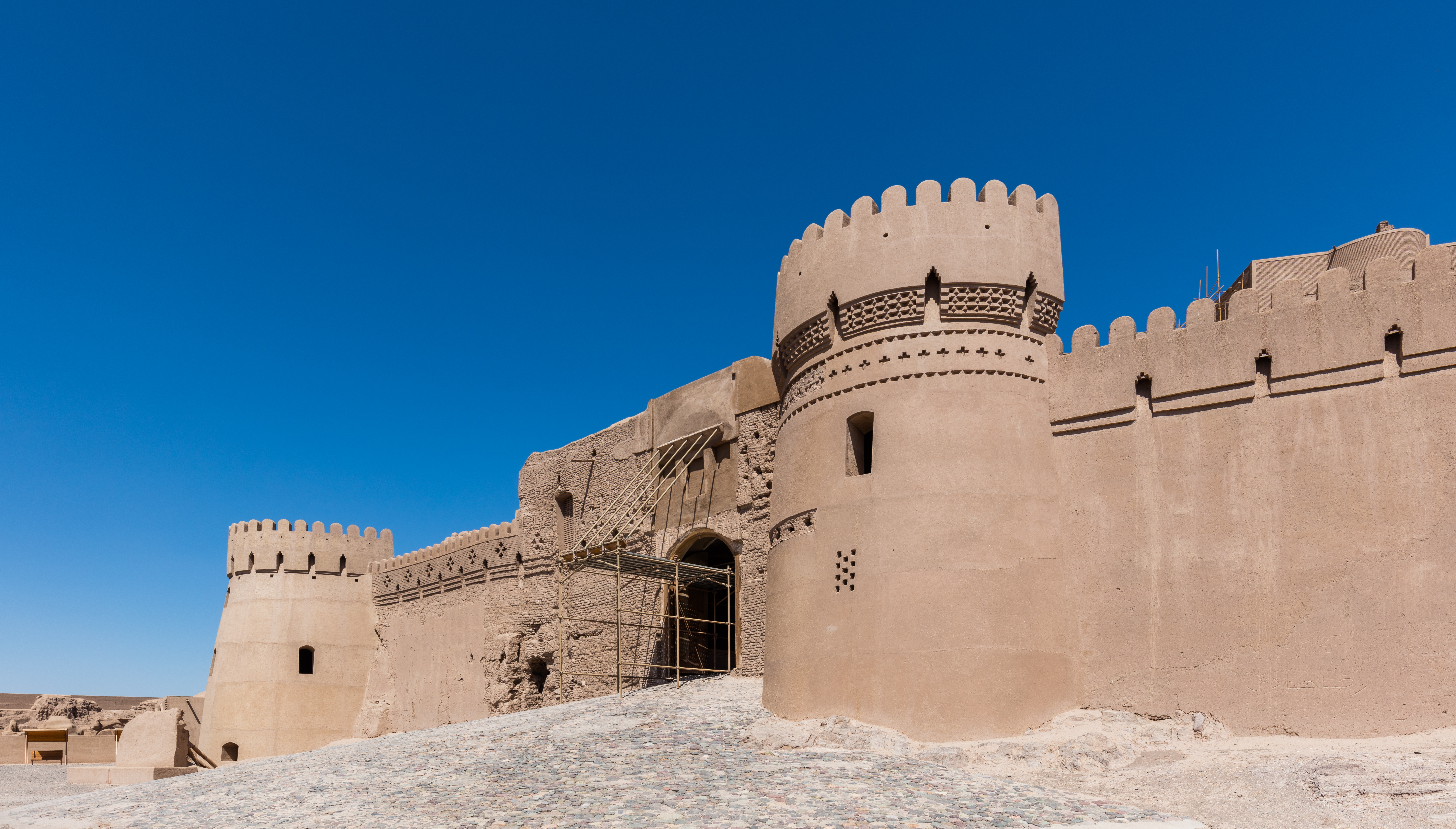
Entrada a la fortaleza.

El planeamiento de la ciudadela y su arquitectura muestran que responde a un ingenioso plan que consideró diversos aspectos. Tomando en cuenta la forma actual de la ciudadela se puede observar que el planificador había previsto la forma final del edificio y de la ciudad desde el comienzo del proceso de planeamiento. Durante las sucesivas fases que demandó la construcción del edificio las partes ya construidas conformaban una figura completa y armoniosa, y cada parte adicional era agregada al conjunto existente sin alterar el balance y equilibrio del grupo arquitectónico. 
La ciudadela está ubicada en el centro de la ciudad-fortaleza, para mayor seguridad en el punto con mayor campo de visión.
El concepto arquitectónico de la Ciudadela Bam posee dos partes claramente distinguibles entre sí:
- La zona de los gobernantes detrás de su muro interior que contiene la ciudadela; los cuarteles, el molino, una casa para las cuatro estaciones, un pozo de agua (cavado en el terreno rocoso y con una profundidad de 40 m), y un establo para 200 caballos.
- La zona del pueblo rodeando la zona de los gobernadores, que consiste de la entrada principal a la ciudad-fortaleza y un bazar a lo largo del eje principal que recorre la zona en dirección Norte a Sur (el cual conecta la entrada principal con la ciudadela), y alrededor de 400 casas con sus respectivos edificios públicos (tales como la escuela y un sitio para practicar deportes).

Hay 3 tipos diferentes de casas:
- Casas pequeñas con 2 o 3 habitaciones para las familias más pobres.
- Casas más grandes con 3 o 4 habitaciones para las familias de clase media, algunas de las cuales tienen una galería.
- Casas más lujosas con mayor cantidad de habitaciones orientadas en diferentes direcciones, adecuadas para las diferentes estaciones del año, junto un gran jardín y un establo para animales. Hay pocas casas de este tipo en la fortaleza.

Todos los edificios están construidos con ladrillos de arcilla no horneados, es decir, de adobe. La Ciudadela Bam fue probablemente la mayor estructura de adobe en el mundo antes del terremoto de 2003.

## Seguridad
El diseño de la ciudadela le garantizaba un elevado nivel de protección y seguridad. Cuando se cerraba la única puerta de acceso a la ciudadela, la misma quedaba aislada. La ciudadela tenía los medios para permitir que los habitantes pudieran vivir aislados del mundo exterior durante largos períodos de tiempo, ya que contaban con acceso a un pozo de agua, jardines, y animales domésticos. Sus altas murallas y torres, le conferían un gran nivel de protección frente a asedios, a los que sus ejércitos podían responder desde las troneras y puestos de vigía elevados y protegidos.

## Acondicionamiento del aire
Además de las torres de observación y la parte superior ornamentada de los muros en la línea del horizonte de la fortaleza, deben destacarse los "atrapadores de viento" o "torres de viento" (en persa: badgir بادگير). Las mismas son estructuras que sobresalen de los edificios para atrapar el viento y dirigirlo hacia su interior. Algunas veces el aire pasaba por un estanque de agua en el edificio para enfriarlo y sacarle el polvo. En los diferentes edificios se utilizaban diferentes tipos de "torres de viento". Por ejemplo, hay torres de viento de cuatro direcciones para edificios más grandes o más importantes, las cuales son capaces de atrapar el viento desde diferentes direcciones, y en los edificios más pequeños hay torres de una sola dirección.

## Terremoto de 2003

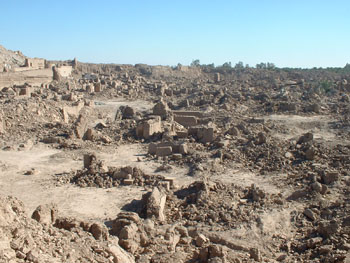
Vista tras el terremoto que destruyó el 80 % de la ciudadela.

El terremoto que ocurrió en 2003 en Bam destruyó más del 80 % de la ciudadela. Debido a que es un sitio considerado Patrimonio de la Humanidad hay varios países que están cooperando en su reconstrucción. Japón, Italia y Francia están entre los países que cooperaron desde el principio. Japón le ha otorgado a Irán alrededor de 1 300 000 dólares para la reconstrucción, y ha apoyado este proyecto enviando equipos y creando un plan en 3D de la Ciudadela Bam para aumentar la precisión de la renovación. Italia ha aportado 300 000 dólares para el proceso de recuperación, y ha enviado un grupo de expertos para restaurar la torre principal de Bam. Francia ha ayudado a Irán proveyéndole del mapa de la Ciudadela. El Banco Mundial también ha aportado una gran suma de dinero para financiar este proyecto.

## Consecuencias del terremoto
La ciudadela, incluida la residencia del gobernador, la torre principal, la torre Chahar Fasl (Cuatro Estaciones) y el hammam, quedaron casi totalmente destruidos, sobre todo por su ubicación en la cima de la colina. La colina rocosa concentró la energía del terremoto. Además, estos edificios se derrumbaron porque sus cimientos descansaban sobre un terreno no homogéneo, hecho de rocas y relleno de tierra. El relleno de tierra se deslizó con el movimiento del suelo. La ciudad al pie del castillo quedó casi arrasada, especialmente las partes que anteriormente habían sido restauradas. La mayoría de los tejados abovedados estaban agrietados o gravemente dañados.
Antes del terremoto no se había llevado a cabo ninguna restauración en el barrio de Konariha. Ya estaba gravemente arruinado y solo quedaban unas pocas estructuras, de bóvedas y cúpulas erosionadas. Paradójicamente, esta parte de la ciudad sufrió menos daños que la parte que había sido restaurada, aunque las murallas de todo el entorno se derrumbaron. Solo se derrumbaron unas pocas paredes y algunos restos de techos abovedados que ya estaban rotos se desplomaron.
No se había llevado a cabo ninguna restauración ni en el templo zoroastriano, justo detrás de Arg-e-Bam, ni en la ciudadela de Khale Dokhtar, a 2 km al norte de Arg-e-Bam. Antes del terremoto, ya estaban severamente arruinados y el terremoto no los dañó tanto como a la ciudad restaurada de Arg-e-Bam. La ciudadela de Khale Dokhtar no tenía muchos techos abovedados antes del terremoto. El daño principal fue una torre y algunos restos adicionales de bóvedas y cúpulas que se derrumbaron anteriormente. La ciudadela de Khale Dokhtar se remonta al período sasánida y se cree que es más antigua que Arg-e-Bam.
A tres kilómetros al este de Arg-e-Bam se encuentran el Pabellón de Verano, Kushk Rahim Abad y un antiguo caravasar. Ambos no sufrieron más daños por el terremoto. El pabellón de verano ya estaba muy deteriorado antes del terremoto. El antiguo caravasar había sido abandonado hacía mucho tiempo y algunas de sus partes se habían derrumbado anteriormente. De hecho, el terremoto dañó muy poco este caravasar, en comparación con la situación media en Arg-e-Bam, Bam y los pueblos más al este. La razón parece ser que estaba bien construido y con buenos detalles, en comparación con la calidad media de la construcción de la zona.

## Galería de imágenes

Arg-e Bam en 2013-2016
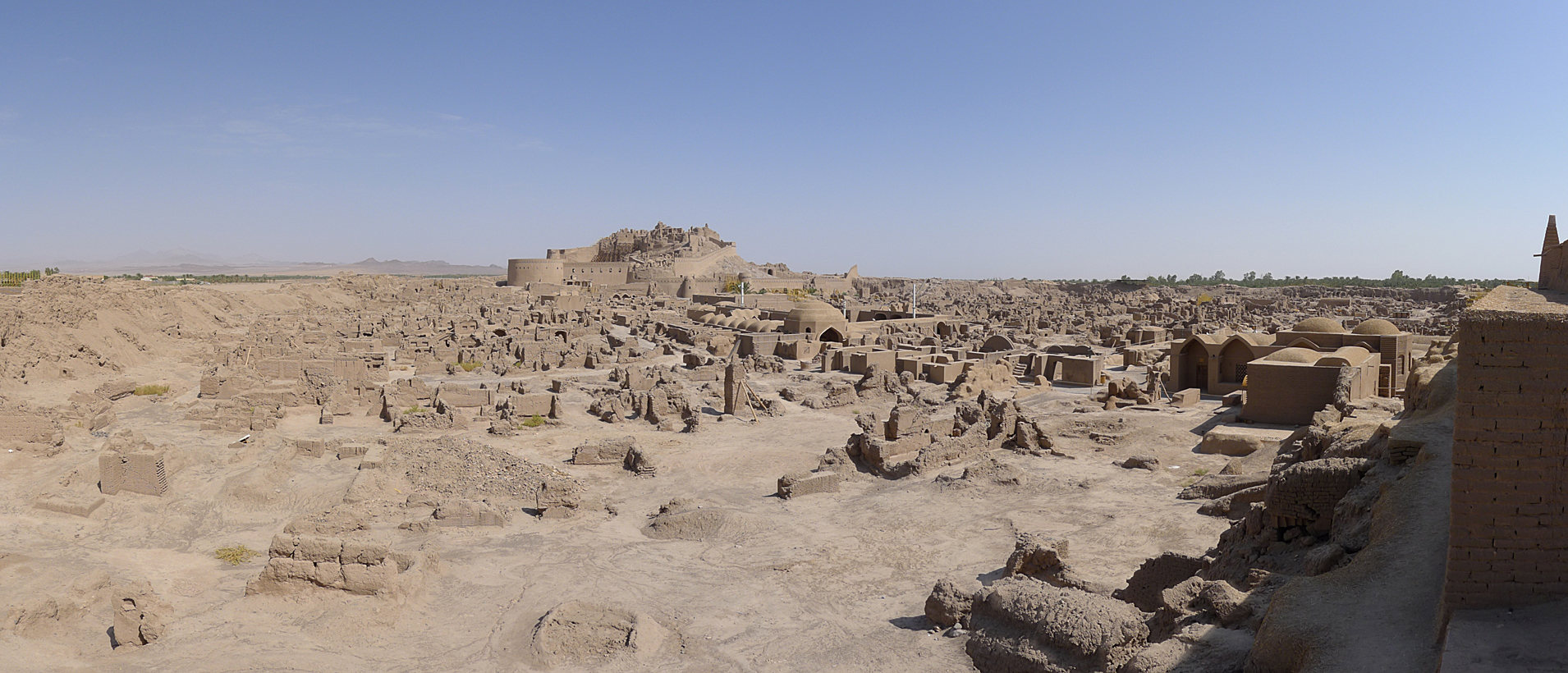
Octubre de 2013.
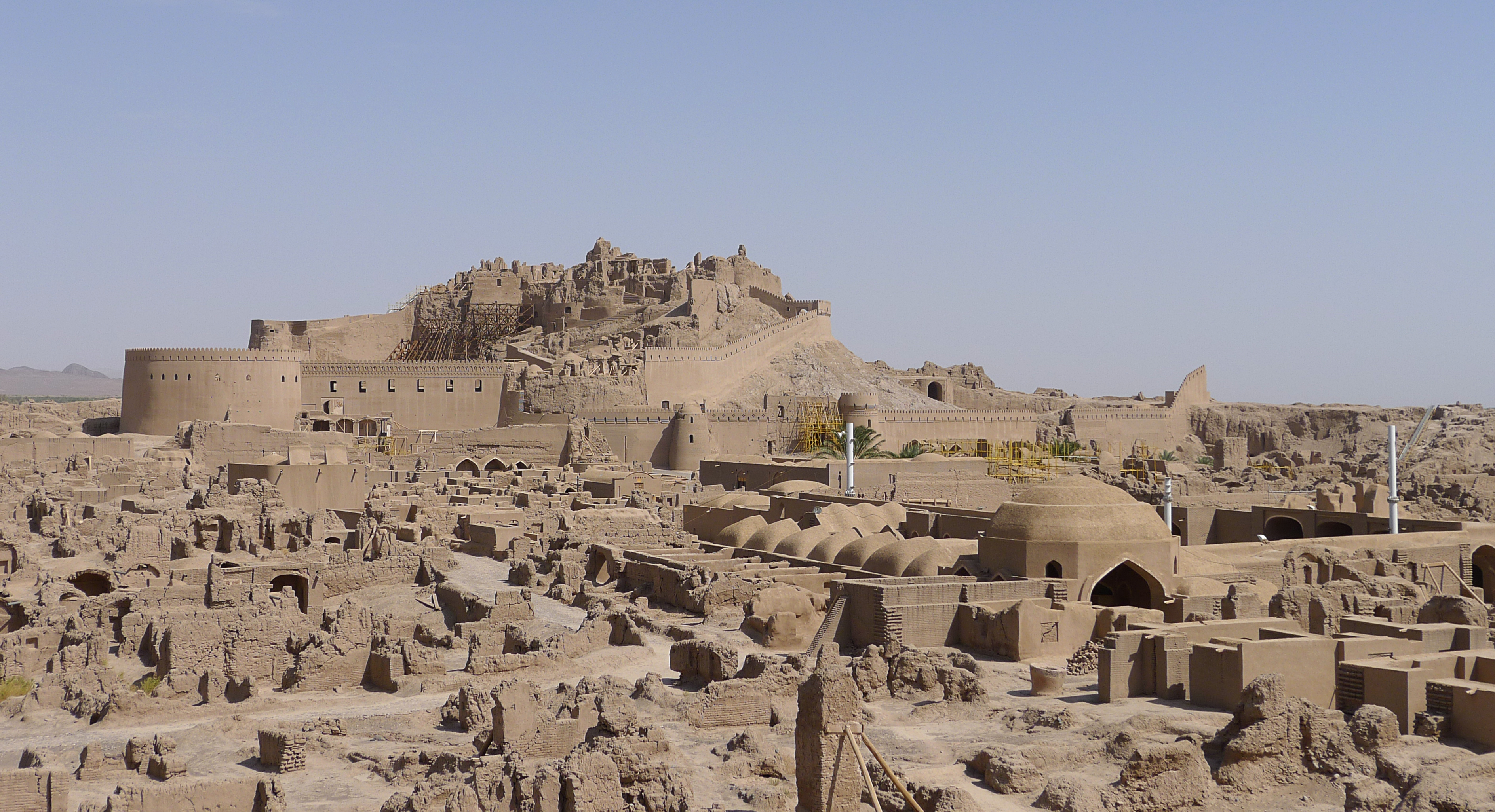
Octubre  de 2013.
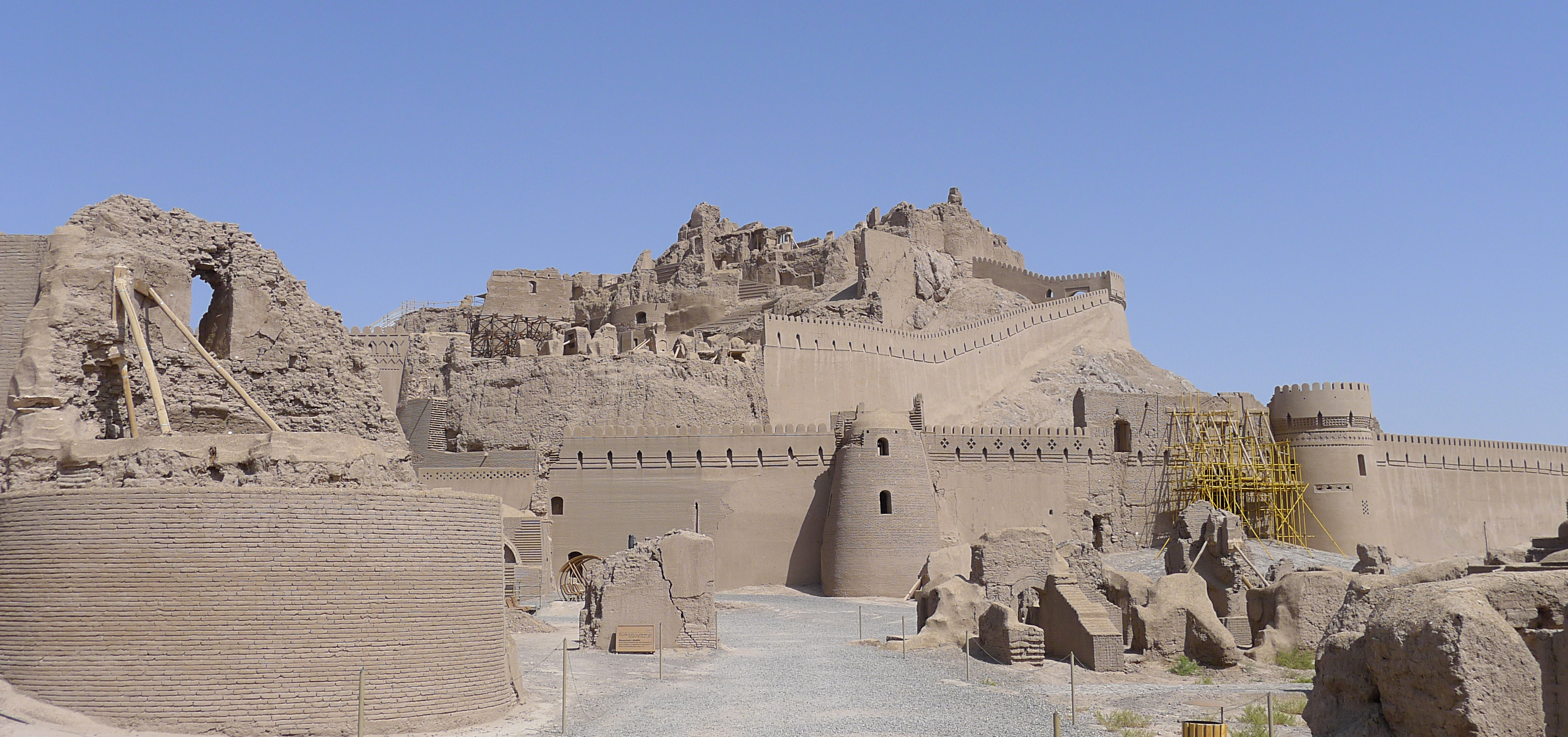
Octobre  de 2013.
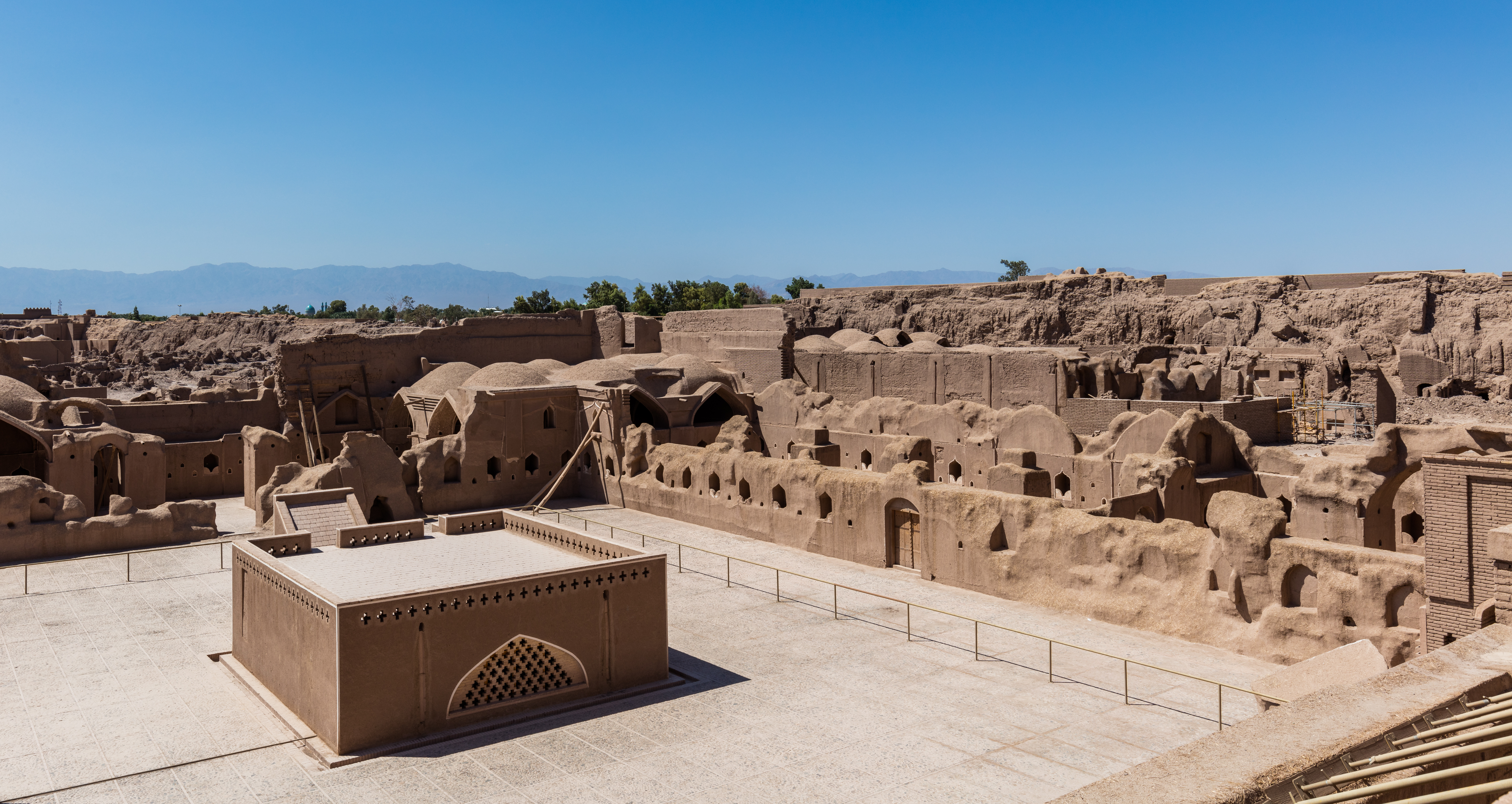
Septiembre  de 2013.
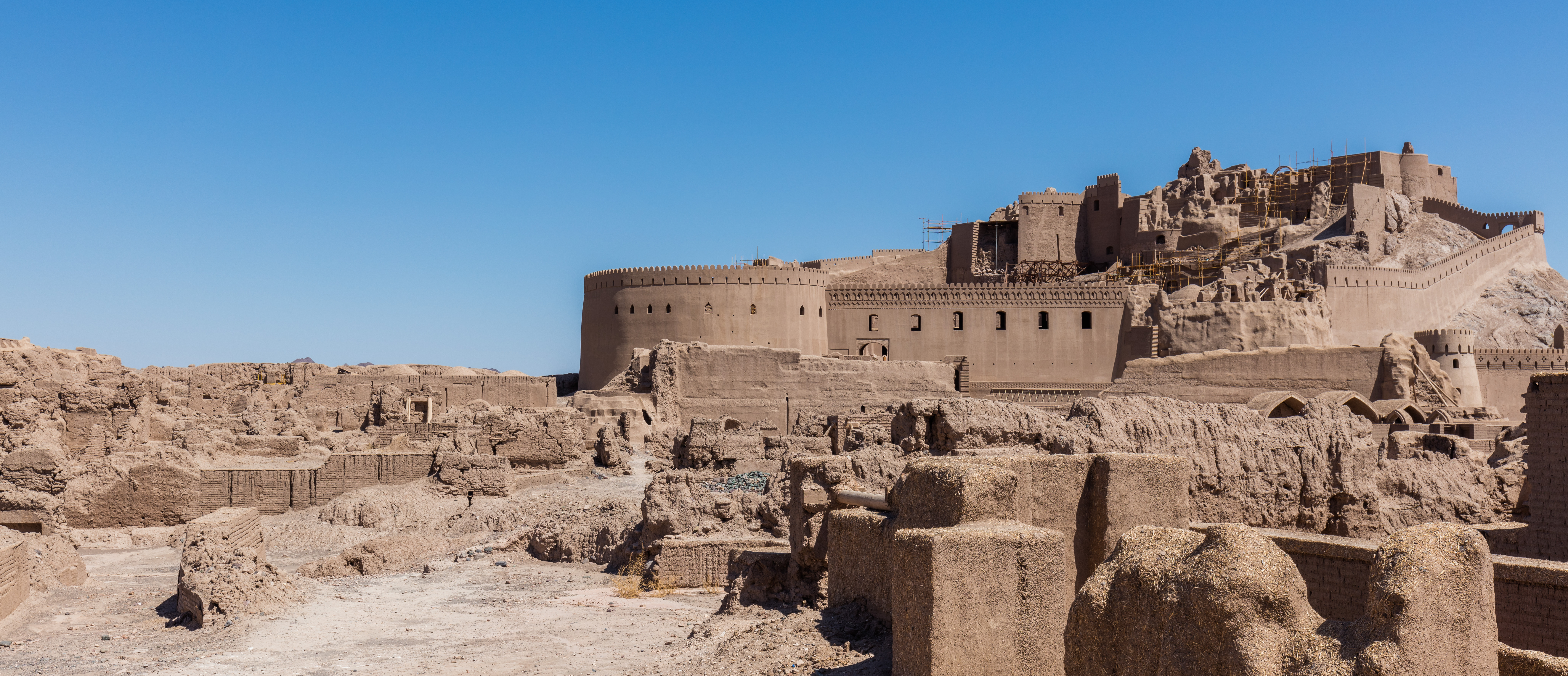
Septiembre  de 2013.

Arg-e Bam en 2022
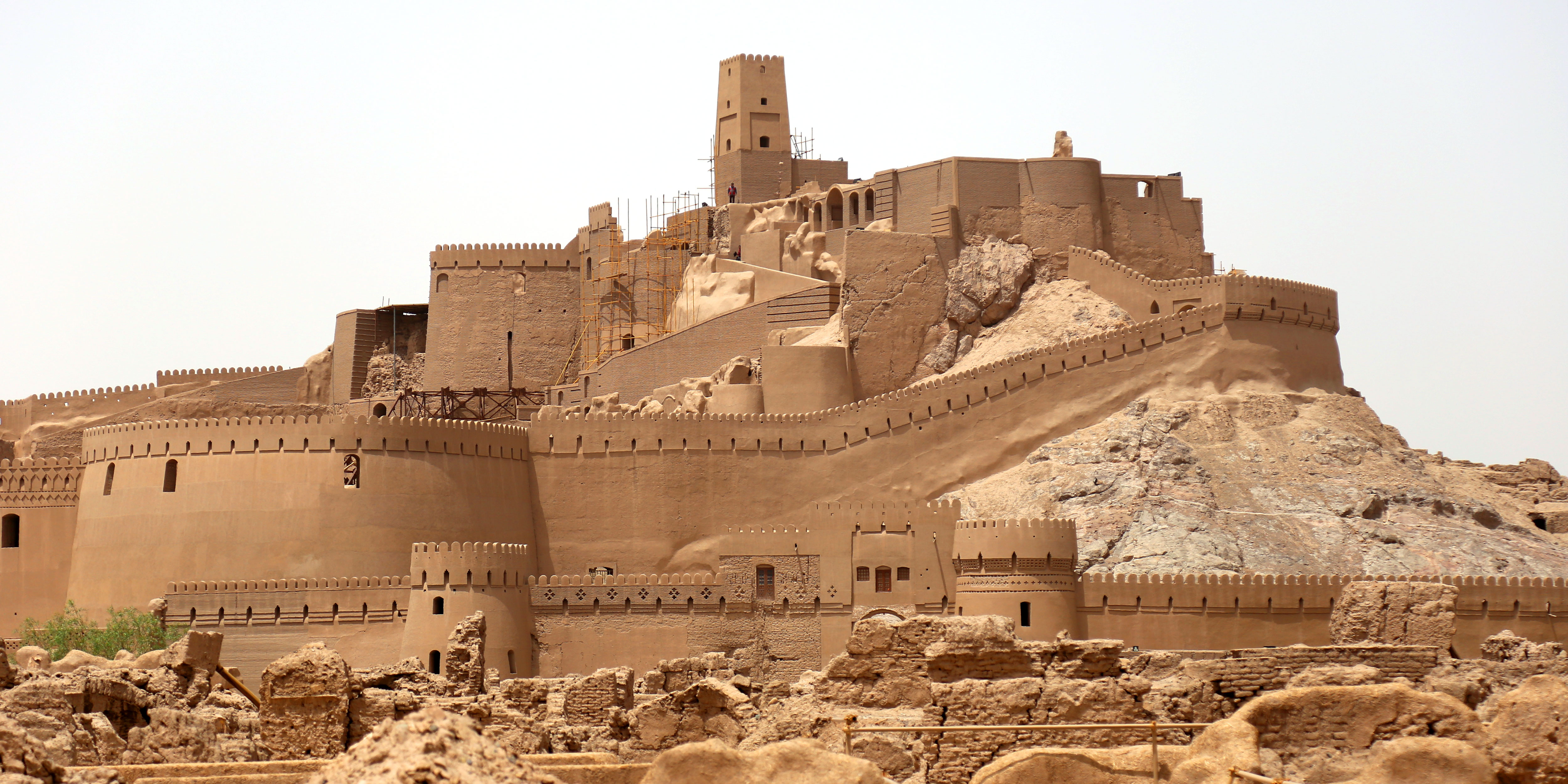
Arg-e Bam, Kermán, Irán
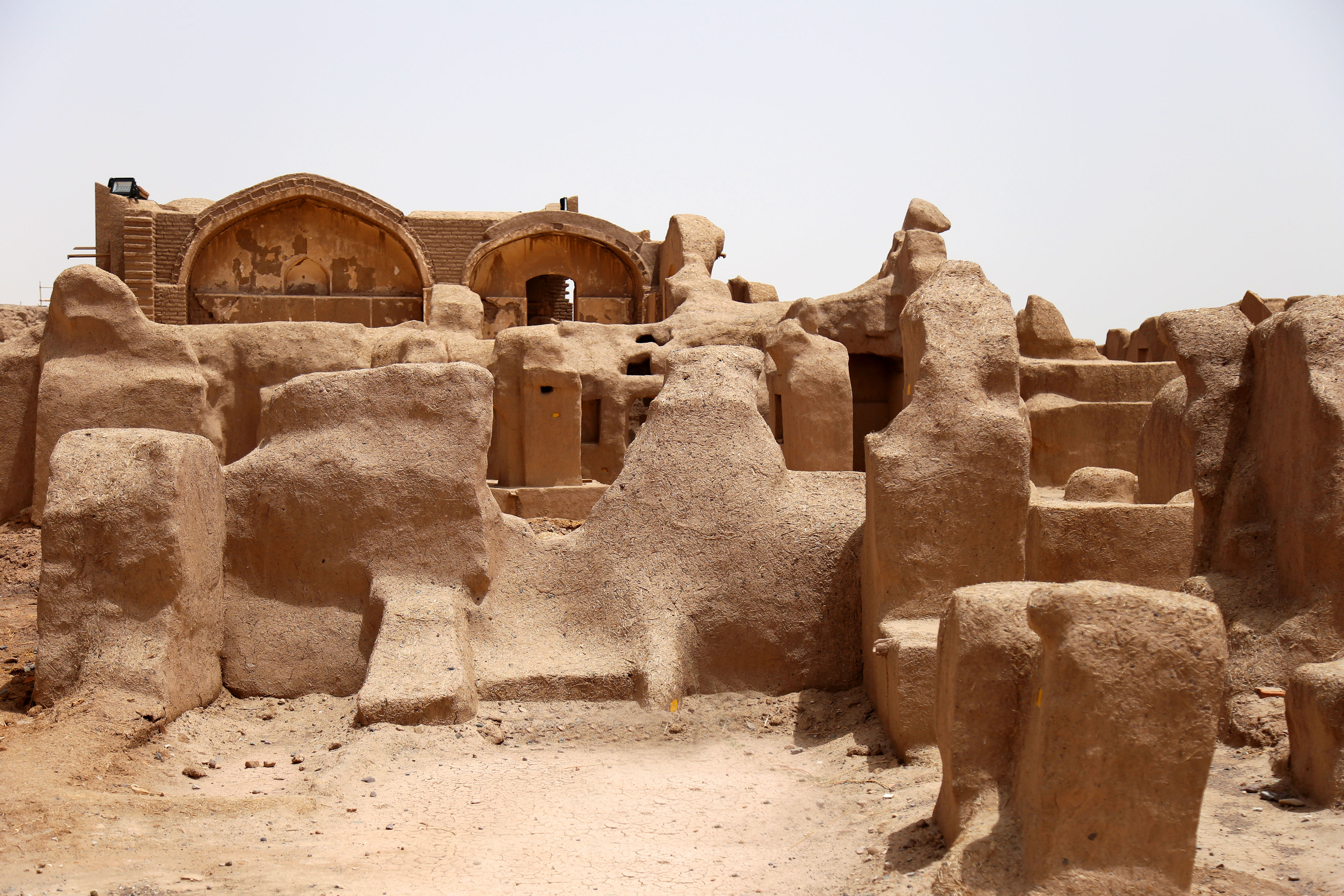
Arg-e Bam, Kermán, Irán
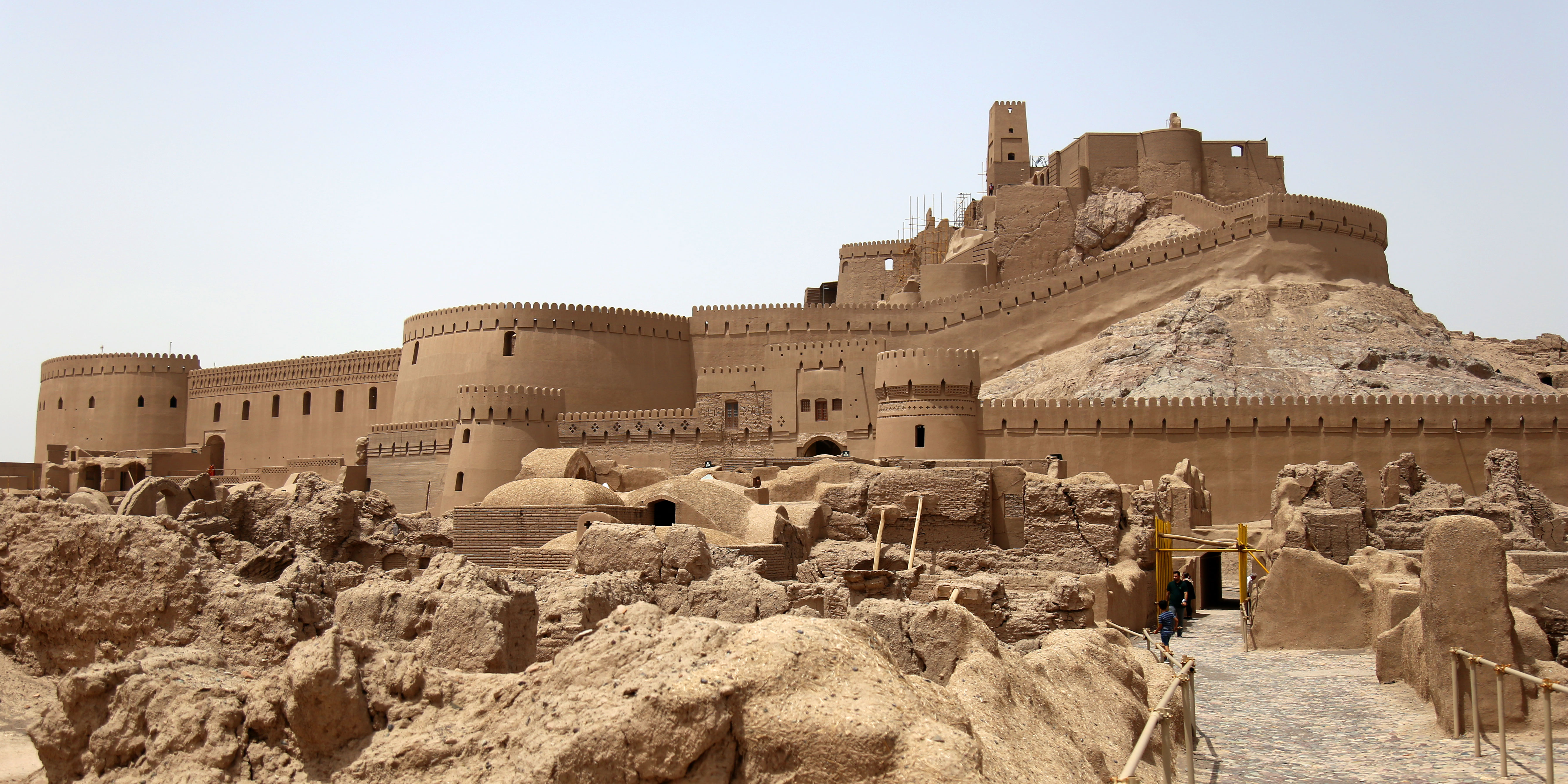
Arg-e Bam, Kermán, Irán
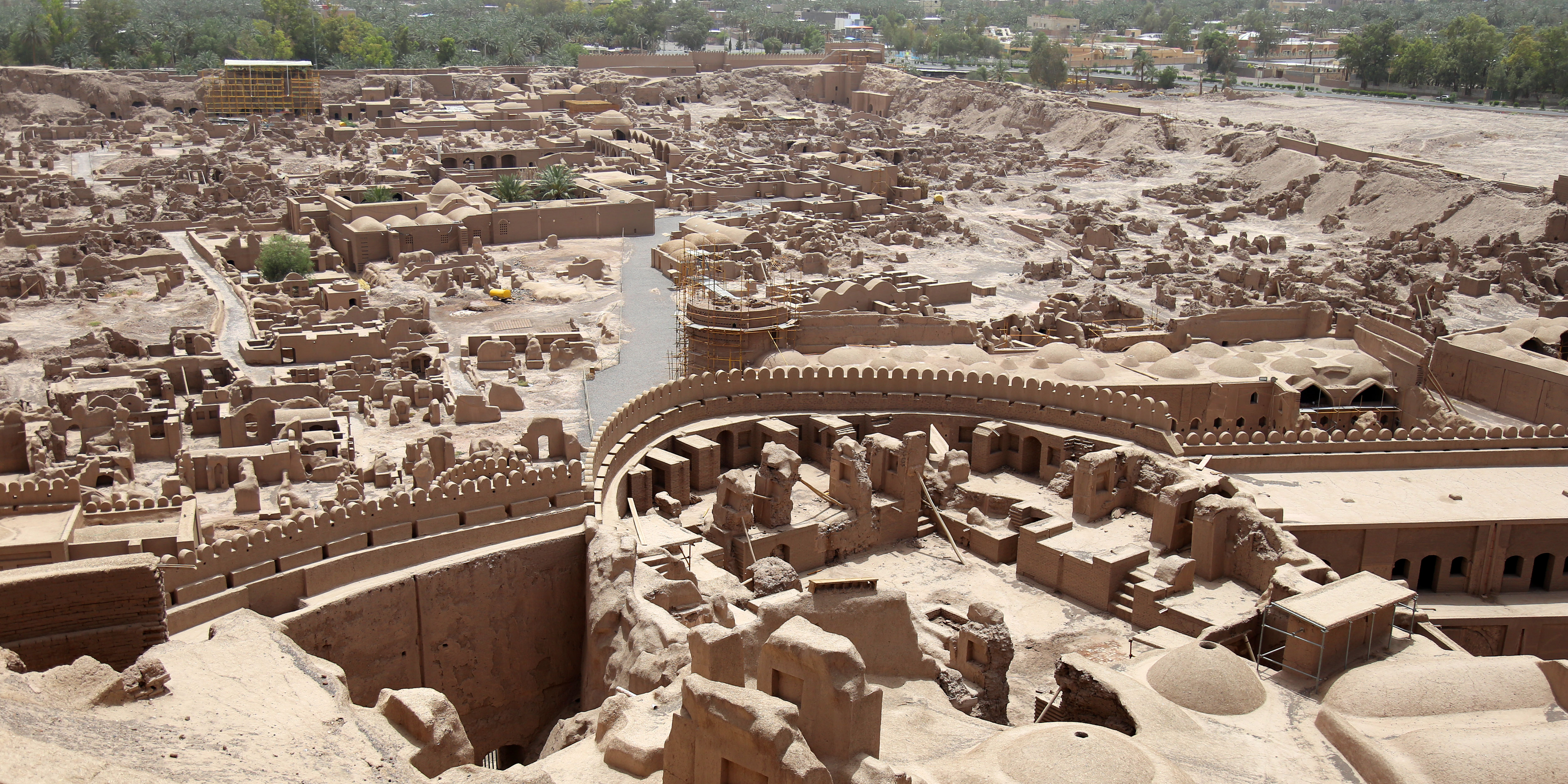
Arg-e Bam, Kermán, Irán
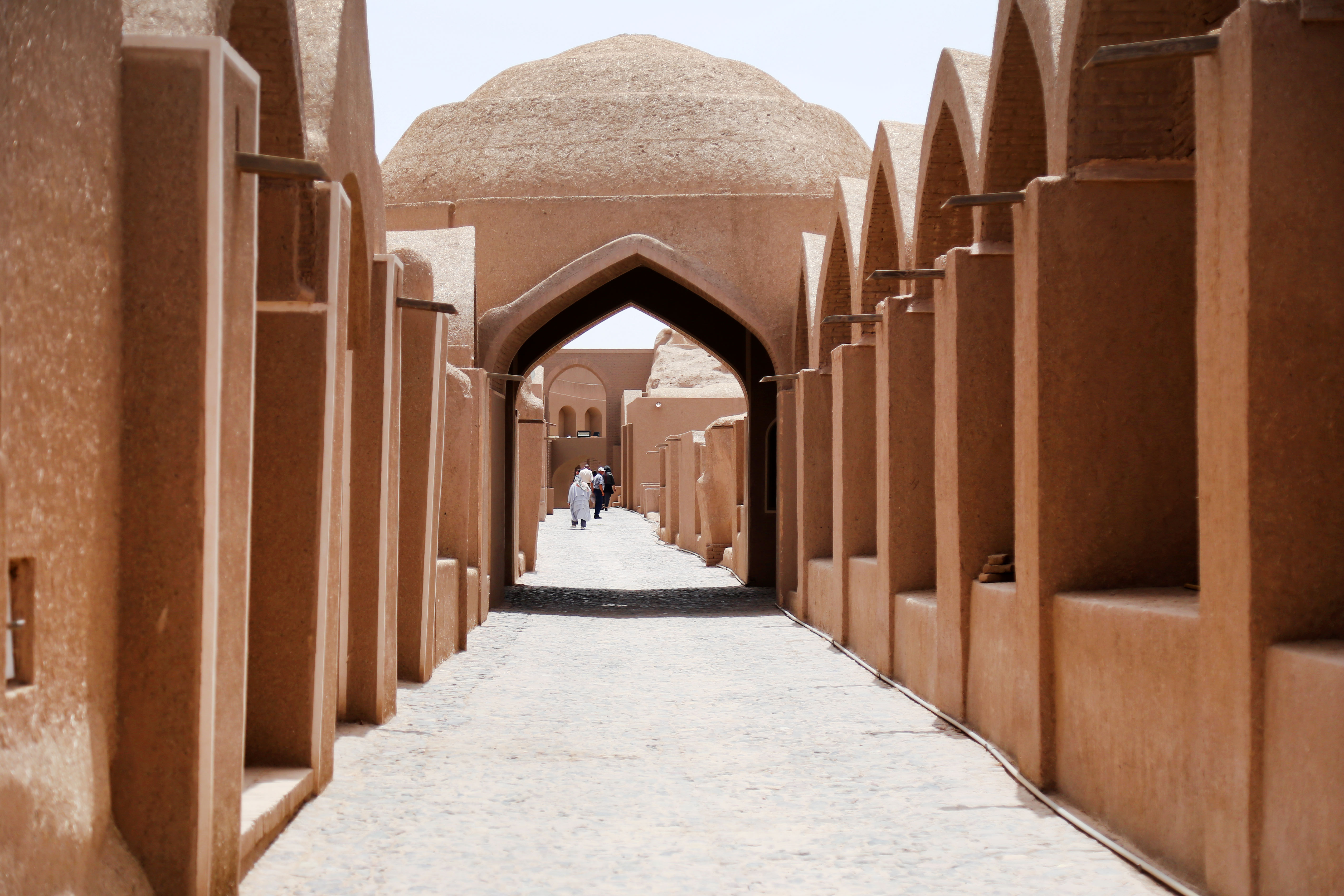
Arg-e Bam, Kermán, Irán